# Magland
Magland är en kommun i departementet Haute-Savoie i regionen Auvergne-Rhône-Alpes i sydöstra Frankrike. Kommunen ligger i kantonen Cluses som tillhör arrondissementet Bonneville. År 2022 hade Magland 3 242 invånare.

## Befolkningsutveckling
Antalet invånare i kommunen Magland
| Referens: INSEE |